# 켈리 클라크
켈리 클라크(Kelly Clark, 1983년 7월 26일~)는 미국의 여자 스노보드 선수이다.2014년 2월 12일 소치 동계올림픽 여자 스노보드 하프파이프 경기에서 동메달을 획득했다.

## 성적

### 동계올림픽
| 년도 | 대회일   | 장소                | 종목       | 결과 | 메달 |
| ---- | -------- | ------------------- | ---------- | ---- | ---- |
| 2002 | 2월 10일 | 미국 솔트레이크시티 | 하프파이프 | 1위  |      |
| 2006 | 2월 13일 | 이탈리아 토리노     | 하프파이프 | 4위  | -    |
| 2010 | 2월 18일 | 캐나다 밴쿠버       | 하프파이프 | 3위  |      |
| 2014 | 2월 12일 | 러시아 소치         | 하프파이프 | 3위  |      |